# Baptême du Saint-Esprit
Le baptême du Saint-Esprit  ou baptême dans le Saint-Esprit  est une expression chrétienne. Elle fait référence à une expérience de renouvellement spirituel, par laquelle une personne est baptisée (immergée, remplie) du Saint-Esprit.

## Origine
L'expression fait référence à plusieurs passages de la Bible, énoncés par Jean Baptiste,  Jésus et les apôtres où il est dit que cette expérience serait un renouvellement du Saint-Esprit pour une plus grande proximité avec Dieu , . Dans l'évangile selon Matthieu, il est dit que Jean le Baptiste administrait le  baptême d'eau, mais qu'il a annoncé un temps où il y aurait un baptême  du Saint-Esprit, par quelqu'un de plus puissant que lui. Dans le livre des Actes des Apôtres,  Jésus annonce l'imminence de ce baptême pour les apôtres . Ils le reçoivent en effet  le jour de la Pentecôte . À la suite de cette expérience, ils se mettent à louer Dieu dans d'autres langues que des non-croyants de diverses régions du monde peuvent comprendre (Asie, Égypte, Libye, Arabie, etc.),. Au 16e siècle, les Églises protestantes et  évangéliques ont considéré cette faculté de parler en langues comme un don pour parler des langues étrangères sans les avoir apprises (xénoglossie) pour l’évangélisation, dont la fin a été prophétisée dans la Première épître aux Corinthiens au chapitre 13, fin qui correspondrait à la fin de l’écriture de la Bible , ,. En 1906, les églises  pentecôtistes ont considéré ce don de parler en langues comme de la glossolalie, la « langue des anges » .

## Description du baptême du Saint-Esprit

### Christianisme évangélique
Dans le christianisme évangélique, il y a la conception d'une expérience liée à la nouvelle naissance et la conception d'une deuxième expérience, après  la nouvelle naissance . Les signes du baptême du Saint-Esprit  diffèrent selon les mouvements.

#### Perspective évangélique classique
Pour certaines églises  évangéliques, notamment baptistes, le baptême du Saint-Esprit a lieu lors de la nouvelle naissance, après la repentance et le choix de suivre Jésus et avant le  baptême d'eau ,,. Il est le début de la vie chrétienne . Il intervient pendant un temps de prière, individuel ou collectif.

#### Pentecôtisme
Pour les  églises  pentecôtistes, le baptême du Saint-Esprit est une deuxième expérience qui doit être recherchée après la nouvelle naissance, précédant ou suivant le  baptême d'eau  ,. Il a lieu par la prière ou l'imposition des mains. Il s'accompagne de la glossolalie et permet une expérimentation des dons du Saint-Esprit , ,.

#### Mouvements charismatiques évangéliques
Au sein du christianisme  charismatique évangélique et  néo-charismatique, le baptême du Saint-Esprit est une expérience secondaire qui survient après la nouvelle naissance, avant ou après le  baptême d'eau . Toutefois, le parler en langues (glossolalie) n'est pas l'unique preuve de cet évènement spirituel. Le croyant peut en effet avoir reçu les 8 autres dons énoncés en 1 Corinthiens 12-14, à savoir; la Sagesse, Connaissance, Foi, Guérison, Miracle, Prophétie, Discernement, Interprétation ,,.

### Dans l'Église catholique

#### Le renouveau charismatique catholique
C’est lors d’un week-end de retraite d’un petit groupe d’étudiants de l’Université Duquesne (Pittsburg, États-Unis) en février 1967, qu’est né le renouveau charismatique catholique.
Ils y ont expérimenté et vécu cette expérience qu'on appelle "le baptême dans l'Esprit Saint" ou encore "l'effusion de l'Esprit Saint". Dominique Rey, évêque de Fréjus Toulon qui préface l'étude du P. Jean-Baptiste Alsac sur le sujet, explique ainsi la nuance : « certains dans l’Église promeuvent l’usage du terme "effusion du Saint-Esprit" plutôt que "baptême dans l’Esprit Saint" pour bien signifier qu’il s’agit de revitaliser la grâce sacramentelle du baptême. » Ce "courant de grâce pour l’Église" comme le citera Pape François est affilié au pentecôtisme, c'est aussi le signe et l'appel intérieur à prier et à travailler l'unité des chrétiens. C'est un courant qui traverse les Églises chrétiennes et se vit comme un signe prophétique de l'Église universelle.

### Articles liés
- Bible
- Nouvelle naissance
- Service
- Dieu (christianisme)
- Église de professants
- Baptême du feu